# Unité 9 (série télévisée, 2000)
Pour les articles homonymes, voir Unité 9.
Unité 9 (Level 9) est une série télévisée américaine en treize épisodes de 45 minutes, créée par Michael Connelly et John Sacret Young dont dix épisodes ont été diffusés entre le 27 octobre 2000 et le 26 janvier 2001 sur le réseau UPN, les trois derniers épisodes ont été diffusés sur Syfy le 20 février 2008.
En France, la série a été diffusée du 6 octobre au 10 décembre 2001 sur M6, les trois derniers épisodes n'ont jamais été diffusés.

## Synopsis
L'intrigue tourne autour d'une agence secrète au sein du gouvernement, gérée par des agents du gouvernement, les geeks férus de technologie et d'anciens pirates criminels qui sont chargés de résoudre ou prévenir les crimes cybernétiques.

## Distribution
- Fab Filippo (VF : Eric Missoffe) : Roland Trevis
- Tim Guinee : John Burrows
- Kate Hodge (VF : Céline Monsarrat) : Annie Price
- Kim Murphy (VF : Véronique Desmadryl) : Margaret « Sosh » Perkins
- Susie Park (VF : Ivana Coppola) : Joss Nakano
- Esteban Powell (en) (VF : Sébastien Desjours) : Jargon
- Michael Kelly (VF : Guillaume Lebon) : Wilbert « Tibbs » Thibodeaux
- Max Martini (VF : Mathieu Buscatto) : Jack Wiley
- Romany Malco (VF : Jean-Paul Pitolin) : Jerry Hooten

 Source et légende : version française (VF) sur RS Doublage

## Épisodes
| N° | Titre                                  | Réalisation             | Scénario                                                                | Première diffusion (US)  | Première diffusion (Fr) |
| --- | -------------------------------------- | ----------------------- | ----------------------------------------------------------------------- | ------------------------ | ----------------------- |
| 01 | Les Meilleurs Mail Call                | Robert Harmon           | Josh Meyer Michael Connelly                                             | 27 octobre 2000          | 6 octobre 2001          |
| L'enlèvement d'une femme du programme de protection des témoins amène un détective du LAPD à rentrer en contact avec une nouvelle agence anti-cybercriminalité secrète connue sous le nom d'"Unité 9". |                                        |                         |                                                                         |                          |                         |
| 02 | Bataille invisible Defcon              | John Sacret Young       | Josh Meyer Michael Connelly                                             | 3 novembre 2000          | 13 octobre 2001         |
| Lors d'un congrès de hackers à Las Vegas, l'équipe tente d'arrêter un pirate de se crasher un système de communication militaire par satellite.                                                        |                                        |                         |                                                                         |                          |                         |
| 03 | Évasion Through the Looking Glass      | Vincent Misiano (en)    |                                                                         | 10 novembre 2000         | 20 octobre 2001         |
| L'"Unité 9" lutte contre un maître-chanteur capable de faire s'écraser des avions contrôlés par ordinateur.                                                                                            |                                        |                         |                                                                         |                          |                         |
| 04 | Fantasmes Reboot                       | Vincent Misiano (en)    |                                                                         | 17 novembre 2000         | 27 octobre 2001         |
| L'"Unité 9" organise la libération d'un hacker dangereux - Justin Malik - afin qu'il les amène à CrayZhorse.                                                                                           |                                        |                         |                                                                         |                          |                         |
| 05 | titre français inconnu Digital Babylon | Aaron Lipstadt          | Neil Ingram John Mankiewicz Daniel Pyne                                 | 24 novembre 2000         | 2001                    |
| |                                        |                         |                                                                         |                          |                         |
| 06 | Œil pour œil Ten Little Hackers        | Aaron Lipstadt          | Jordan Hawley William Schifrin                                          | 1er décembre 2000        | 10 novembre 2001        |
| Les membres de l'ancien club d'informatique du lycée de Jargon sont ciblés par un tueur à gages après avoir piraté un fichier top secret du département de la Défense.                                 |                                        |                         |                                                                         |                          |                         |
| 07 | Le Prix à payer A Price to Pay         | Jeffrey Reiner          | Jeannine Renshaw John Sacret Young                                      | 8 décembre 2000          | 3 novembre 2001         |
| Le suicide apparent du mentor d'Annie la mène au mystère non résolu de la mort de ses parents. |                                        |                         |                                                                         |                          |                         |
| 08 | Jeu de go Wetware                      | Goran Gajić (en)        |                                                                         | 15 décembre 2000         | 17 novembre 2001        |
| L'assassinat d'un sénateur conduit l'équipe à un projet du gouvernement conçu pour créer des agents dormants.                                                                                          |                                        |                         |                                                                         |                          |                         |
| 09 | Chapitre douze Avatar                  | Whitney Ransick         | Paul Guyot                                                              | 19 janvier 2001          | 24 novembre 2001        |
| Le fils d'un développeur de logiciels milliardaire est kidnappé. |                                        |                         |                                                                         |                          |                         |
| 10 | Partenaires Eat Flaming Death          | Norberto Barba          |                                                                         | 26 janvier 2001          | 10 décembre 2001        |
| L'équipe soupçonne un hacker très dangereux d'assassiner le président des États-Unis lors d'une conférence de paix de haut niveau.                                                                     |                                        |                         |                                                                         |                          |                         |
| 11 | titre français inconnu It's Magic      | John Sacret Young       | Peter M. Lenkov (en) John Mankiewicz Jeannine Renshaw John Sacret Young | 20 février 2008 sur Syfy |                         |
| |                                        |                         |                                                                         |                          |                         |
| 12 | titre français inconnu The Programmer  | Sarah Pia Anderson (en) | Robert Ward                                                             | 20 février 2008 sur Syfy |                         |
| Après qu'une lettre piégée tue un développeur de logiciel milliardaire, l'équipe enquête sur les personnes qui ont contribué au lancement de son entreprise.                                           |                                        |                         |                                                                         |                          |                         |
| 13 | titre français inconnu Mob.com         | Aaron Lipstadt          | Jordan Hawley William Schifrin                                          | 20 février 2008 sur Syfy |                         |
| |                                        |                         |                                                                         |                          |                         |